# Cyclisme aux Jeux du Commonwealth de 2002
Navigation
Édition précédente Édition suivante
Les épreuves de cyclisme des Jeux du Commonwealth de 2002 se sont déroulées à Manchester, en Angleterre. Trois disciplines sont au programme : le cyclisme sur route, le cyclisme sur piste et le VTT.

## Épreuves
17 épreuves figurent au programme de cette compétition.

## Podiums

### Cyclisme sur route
| Épreuves                | Or                          | Argent                   | Bronze                   |
| ----------------------- | --------------------------- | ------------------------ | ------------------------ |
| Hommes course en ligne  | Stuart O'Grady Australie    | Cadel Evans Australie    | Baden Cooke Australie    |
| Hommes contre-la-montre | Cadel Evans Australie       | Michael Rogers Australie | Nathan O'Neill Australie |
| Femmes course en ligne  | Nicole Cooke Pays de Galles | Sue Palmer-Komar Canada  | Rachel Heal Angleterre   |
| Femmes contre-la-montre | Clara Hughes Canada         | Anna Millward Australie  | Lyne Bessette Canada     |

### Cyclisme sur piste
| Épreuves                | Or                                                            | Argent                                                           | Bronze                                                                           |
| ----------------------- | ------------------------------------------------------------- | ---------------------------------------------------------------- | -------------------------------------------------------------------------------- |
| Compétitions masculines |                                                               |                                                                  |                                                                                  |
| Kilomètre               | Chris Hoy Écosse                                              | Jason Queally Angleterre                                         | Jamie Staff Angleterre                                                           |
| Vitesse individuelle    | Ryan Bayley Australie                                         | Sean Eadie Australie                                             | Jobie Dajka Australie                                                            |
| Vitesse par équipes     | Australie Jobie Dajka Sean Eadie Ryan Bayley                  | Angleterre Jamie Staff Jason Queally Andy Slater                 | Écosse Chris Hoy Craig MacLean Ross Edgar                                        |
| Poursuite individuelle  | Bradley McGee Australie                                       | Bradley Wiggins Angleterre                                       | Paul Manning Angleterre                                                          |
| Poursuite par équipes   | Australie Graeme Brown Peter Dawson Mark Renshaw Luke Roberts | Angleterre Bradley Wiggins Paul Manning Chris Newton Bryan Steel | Nouvelle-Zélande Hayden Roulston Lee Vertongen Matthew Randall Gregory Henderson |
| Course aux points       | Gregory Henderson Nouvelle-Zélande                            | Mark Renshaw Australie                                           | Chris Newton Angleterre                                                          |
| Scratch                 | Graeme Brown Australie                                        | Huw Pritchard Pays de Galles                                     | Tony Gibb Angleterre                                                             |
| Compétitions féminines  |                                                               |                                                                  |                                                                                  |
| 500 mètres              | Kerrie Meares Australie                                       | Julie Paulding Angleterre                                        | Lori-Ann Muenzer Canada                                                          |
| Vitesse individuelle    | Kerrie Meares Australie                                       | Lori-Ann Muenzer Canada                                          | Anna Meares Australie                                                            |
| Poursuite individuelle  | Sarah Ulmer Nouvelle-Zélande                                  | Katherine Bates Australie                                        | Alison Wright Australie                                                          |
| Course aux points       | Katherine Bates Australie                                     | Rochelle Gilmore Australie                                       | Clara Hughes Canada                                                              |

### VTT
| Épreuves             | Or                    | Argent                      | Bronze                  |
| -------------------- | --------------------- | --------------------------- | ----------------------- |
| Hommes cross-country | Roland Green Canada   | Seamus McGrath Canada       | Liam Killeen Angleterre |
| Femmes cross-country | Chrissy Redden Canada | Susy Pryde Nouvelle-Zélande | Mary Grigson Australie  |

## Tableau des médailles
| Rang  | Nation           | Or | Argent | Bronze | Total |
| ----- | ---------------- | -- | ------ | ------ | ----- |
| 1     | Australie        | 10 | 7      | 6      | 23    |
| 2     | Canada           | 3  | 3      | 3      | 9     |
| 3     | Nouvelle-Zélande | 2  | 1      | 1      | 4     |
| 4     | Pays de Galles   | 1  | 1      | 0      | 2     |
| 5     | Écosse           | 1  | 0      | 1      | 2     |
| 6     | Angleterre       | 0  | 5      | 6      | 11    |
| Total | Total            | 17 | 17     | 17     | 51    |